# Jim Wilson
Pour les articles homonymes, voir Wilson.
Jim Wilson, né le 4 avril 1963 à Alliston en Ontario, est un homme politique canadien, siégeant à l'Assemblée législative de l'Ontario à titre d'indépendant. Il a autrefois été ministre du Développement économique, de la Création d'emplois et du Commerce de l'Ontario au sein du gouvernement Ford.
Jim Wilson a exercé les fonctions de chef du Parti progressiste-conservateur de l'Ontario par intérim de 2014 à 2015, à la suite de la démission de Tim Hudak. Il est le député de la circonscription de Simcoe—Grey à l'Assemblée législative de l'Ontario depuis sa création en 1999. Il a également représenté la circonscription de Simcoe—Ouest de 1990 jusqu'à son abolition en 1999.

## Scandale sexuel
Le 2 novembre 2018, Jim Wilson remet sa démission de sa fonction de ministre et se désiste du caucus progressiste-conservateur, « pour recevoir des traitements pour des problèmes de dépendance» . On apprend la semaine suivante qu'il a plutôt démissionné en raison d'accusations d'inconduite sexuelle qui pèsent sur lui.

## Résultats électoraux
| Élection générale ontarienne de 2014 |                           |                |        |         |       |
|                                      | Parti                     | Candidat       | Votes  | %       | ± %   |
|                                      | Progressiste-conservateur | Jim Wilson     | 26 238 | 47,14 % | -7,19 |
|                                      | Libéral                   | Lorne Kenney   | 17 385 | 31,24 % | +8,93 |
|                                      | Néo-démocrate             | David Matthews | 7 837  | 14,08 % | -0,58 |
|                                      | Vert                      | Jesseca Dudun  | 4 198  | 7,54 %  | -1,16 |